# منجر اوبا
منجر اوبا (به ترکی آذربایجانی: Məncəroba) یک منطقه مسکونی در جمهوری آذربایجان است که در شهرستان خاچماز واقع شده است.